# John Roach
Pour les articles homonymes, voir Roach.
(en) Statistiques sur pro-football-reference
John Gipson Roach (né le 26 mars 1933 et mort le 18 février 2021) est un joueur américain de football américain évoluant aux postes de quarterback et defensive back pour les Cardinals de Chicago, les Cardinals de Saint-Louis, les Packers de Green Bay et les Cowboys de Dallas entre 1956 et 1964.